# Chakhar (dialeto)
O dialeto Chakhar (escrita Mongol: ᠴᠠᠬᠠᠷ Čaqar, t͡sɑxər, Mongol Cirílico: Цахар, Tsakhar; chinês tradicional: 察哈爾, chinês simplificado: 察哈尔, pinyin: cháhā'ěr (or Cháhār)) é uma é uma variedade de mongol falada na região central da Mongólia Interior. É fonologicamente próximo ao Monglo Khalkha e é a base para a pronúncia padrão do mongol na Mongólia Interior.

## Localização e classificação

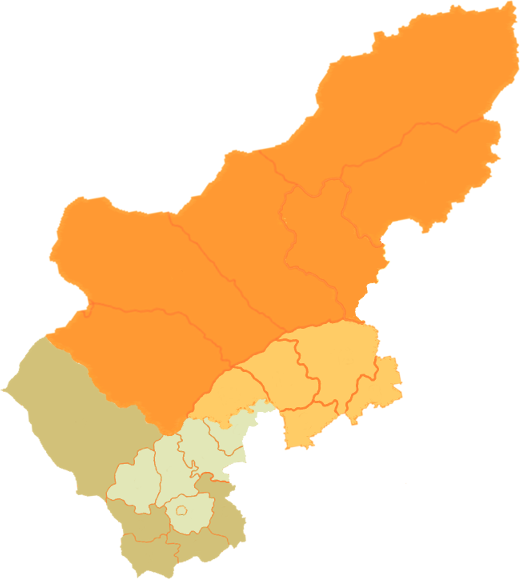
Subdivisões de Liga Xilingol (laranja) e Ulanqab] (verde) em que Chakhar é falado (tom mais claro)

## Fonologia
Excluindo a fonologia das palavras recentes vindas de outras línguas, Chakhar tem fonemas vogais faringeais {{IPA|/ɑ/, /ɪ/, /ɔ/, /ʊ/} } e os fonemas vocálicos não faríngeais /ə/, /i/, /o/, /u/ que aderem a harmonia vocálica. Todos têm contrapartes longas e alguns ditongos também existem. /ɪ/ tem status de fonema apenas devido à sua ocorrência como vogal inicial de palavra em palavras como ɪlɑ̆x 'vencer' (vs. ɑlɑ̆x 'to kill' ), assim /i/ (<*i) também ocorre em palavras faríngeas. Através da difusão lexical, /i/ <*e deve ser observado em algumas palavras como /in/ < *ene 'este', em vez de em /ələ/ 'pipa (pássaro)'. No entanto, vogais longas monotongos também incluem /e/ < *ei. A estrutura máxima da sílaba é CVCC. Na posição final de palavra, as vogais não fonêmicas geralmente aparecem após as consoantes aspiradas e às vezes após as não aspiradas. São mais frequentes na fala masculina e desaparecem quase totalmente nos compostos. Os fonemas consoantes são: 
/n/, /nʲ/, /ŋ/, /b/ /bʲ/, /p/, /x/, /xʲ/, /ɡ/, /ɡʲ/, /m/, /mʲ/, /l/, /lʲ/, /s/, /ʃ/, /t/, /tʲ/, /d/, /dʲ/, /t͡ʃ/, /d͡ʒ/, /j/, /r/, /rʲ/ 
enquanto [k] (<*k) e [w] (<*p) que ocorrem em palavras emprestadas de  outras línguas e palavras nativas são apenas alofones de /x/ e /b/ em palavras nativas. Vogais palatizadas têm status de fonema apenas em palavras faríngeas.

## Escrita
A língua usa a escrita mongol tradicional com 30 letras

## Nome e variedades
Existem três definições diferentes da palavra Chakhar. Primeiro, há Chakhar propriamente dito, falado em Liga Xilingol nas bandeiras de Zhenglan_(Xulun_Hoh), Sluɣun Köke, Siluɣun Köbegetü Čaɣan, Köbegetü Sir, Tayipusė, Dolonnuur; e na Região de Ulanqab em Chakhar ala direita posterior, Chakhar ala direita medial, Chakhar ala direira anterior, Šaŋdu e Quvadė com um número de cerca de 100 mil falantes. Em uma definição mais ampla, o grupo Chakhar contém as variedades Chakhar propriamente ditas, Urat, Darkhan, Muumingan, Dörben Küüket, Keshigten de Ulanqab. Em uma definição muito ampla e controversa, contém também os dialetos de Xilin Gol como Üjümchin, Sönit, Abaga, Shilinhot. A pronúncia normativa do sul da Mongólia é baseada na variedade de Chakhar próprio como falado na bandeira Shuluun Köke.

## Morfologia
O sistema de casos gramaticais do Chakhar tem o mesmo número de morfemas que Khalkha com aproximadamente as mesmas formas. Existe um sufixo peculiar do Caso alativo, -ʊd/-ud, que se desenvolveu a partir de *ödö (em escrita mongol <ödege>) pra cima' e isso parece ser um alomorfo livre do -rʊ/-ru comum. Os sufixos possessivos-reflexivos mantêm seu -ŋ final (assim -ɑŋ<*-ban etc., enquanto Khalkha tem -ɑ).

### Numeração
Números grandes são contados de acordo com o sistema de contagem chinês em potências de 10.000. Os numerais coletivos podem ser combinados com sufixos numerais aproximativos. Então, enquanto ɑrwɑd 'cerca de dez' e ɑrwʊl 'como um grupo de dez' é comum em mongol, ɑrwɑdʊl  'como um grupo de cerca de dez' parece ser peculiar a Chakhar.

### Pronomes
O sistema pronominal é muito parecido com o de Khalkha. A forma coloquial da 
- 1ª pessoa do singular no caso acusativo (no qual o radical acusativo idiossincrático é substituído) pode ser nadï em vez de  nadïɡ, e a alternância de i ~ ig também ocorre com outros radicais pronominais. Isso não leva a confusão, pois o genitivo é formado com vogais frontais semiabertas em vez de fechadas, por exemplo. a
- 2ª pessoa do singular do genitivo honorífico é [tanɛ] em Chakhar e geralmente [tʰanɪ] em Khalkha.
- As raízes das 3ª pessoas não empregam são oblíquas. A 1ª pessoa plural exclusiva man- tem um paradigma de caso quase completo apenas excluindo o nominativo, enquanto pelo menos em Khalkha escrito qualquer coisa exceto a forma genitiva <manai> é rara.[15]

### Verbos
Chakhar tem aproximadamente os mesmosparticípios que Khalkha, mas -mar expressa potencialidade, não desejo, e consequentemente -xar funciona como seu alomorfo livre. Por outro lado, existem alguns convérbios distintos como -ba (do chinês 吧 ba) 'se' e -ja (de 也 yè) 'embora' que parecem ser alomorfos dos sufixos -bal e -bt͡ʃ de origem mongol comum. The finite suffix -la might have acquired converbal status. Finalmente, -xlar ('se ... então ...') se transformou em -xnar, e a forma -man ~ -mand͡ʒï̆n  'somente se', que está ausente em Khalkha, às vezes ocorre. Chakhar tem as mesmas formas finitas declarativas centrais que Khalkha, mas além disso -xui e -lgui para indicar forte probabilidade.

## Léxico
A maioria das palavras emprestadas de outras línguas e peculiares ao dialeto Chakhar são de chinês e manchu.